# Хиршберг ан дер Бергштрасе
Хиршберг ан дер Бергштрасе (њем. Hirschberg an der Bergstraße) општина је у њемачкој савезној држави Баден-Виртемберг. Једно је од 54 општинска средишта округа Рајн-Некар. Према процјени из 2010. у општини је живјело 9.427 становника. Посједује регионалну шифру (AGS) 8226107.

## Географски и демографски подаци
Хиршберг ан дер Бергштрасе се налази у савезној држави Баден-Виртемберг у округу Рајн-Некар. Општина се налази на надморској висини од 126 метара. Површина општине износи 12,4 km². У самом мјесту је, према процјени из 2010. године, живјело 9.427 становника. Просјечна густина становништва износи 763 становника/km².